# Japón en los Juegos Mundiales de Breslavia 2017
Japón fue uno de los 102 países que participaron en los Juegos Mundiales de 2017 celebrados en Breslavia, Polonia.
La delegación de Japón estuvo compuesta por un total de 96 atletas que ganaron un total de 22 medallas, 9 de oro, 6 de plata y 7 de bronce, con lo cual alcanzaron la posición siete del medallero general.
| Oro | Plata | Bronce |
| --- | ----- | ------ |
| 9   | 6     | 7      |

## Delegación

### Baile deportivo

#### Baile latino
| Parejas                    |    |    |    |    |    |   |   |   |   |   |            |            |    |
| Sota Fujii y Ami Yoshikawa | 19 | 20 | 18 | 20 | 20 | 9 | 9 | 8 | 9 | 9 | eliminados | eliminados | 20 |

#### Baile Standard
| Parejas                            |    |    |    |    |    |   |   |   |   |    |            |            |    |
| Takeshi Yamamoto y Tomomi Yamamoto | 21 | 15 | 21 | 17 | 21 | 9 | 8 | 5 | 3 | 10 | eliminados | eliminados | 19 |

### Billar
| Femenil          |                         |                 |       |                 |           |               |           |             |           |                   |           |           |
| Chihiro Kawahara | Pool                    | # Nicola Russow | 9:3   | # Gayoung Kim   | 7:9       | eliminada     | eliminada | eliminada   | eliminada | eliminada         | eliminada | eliminada |
| Varonil          |                         |                 |       |                 |           |               |           |             |           |                   |           |           |
| Naoyuki Oi       | Pool                    | # Brandon Shuff | 11:9  | # Albin Ouschan | 11:9      | # Carlo Biado | 7:11      | # Pin Yi Ko | 11:9      | Medalla de bronce |           |           |
| Ryuji Umeda      | Carambola a tres bandas | # Dick Jaspers  | 32:40 | eliminado       | eliminado | eliminado     | eliminado | eliminado   | eliminado | eliminado         | eliminado | eliminado |

### Bolos
| Atleta                           | Categoría  | Clasificación | Clasificación | Fase de grupos                              | Fase de grupos | Octavos de final | Octavos de final | Cuartos de final | Cuartos de final | Semifinal  | Semifinal  | Final/Medalla de bronce | Final/Medalla de bronce | Posición   |
| Atleta                           | Categoría  | Puntos        | Posición      | Oponente                                    | Resultado      | Oponente         | Resultado        | Oponente         | Resultado        | Oponente   | Resultado  | Oponente                | Resultado               | Posición   |
| -------------------------------- | ---------- | ------------- | ------------- | ------------------------------------------- | -------------- | ---------------- | ---------------- | ---------------- | ---------------- | ---------- | ---------- | ----------------------- | ----------------------- | ---------- |
| Femenil                          |            |               |               |                                             |                |                  |                  |                  |                  |            |            |                         |                         |            |
| Mirai Ishimoto                   | Individual | 1449          | 5             | –                                           | –              | # Clara Guerrero | 0:2              | eliminada        | eliminada        | eliminada  | eliminada  | eliminada               | eliminada               | eliminada  |
| Hikaru Takekawa                  | Individual | 1272          | 17            | –                                           | –              | eliminada        | eliminada        | eliminada        | eliminada        | eliminada  | eliminada  | eliminada               | eliminada               | eliminada  |
| Mirai Ishimoto y Hikaru Takekawa | Dobles     | –             | –             | # Kelly Kulick y Danielle McEwan            | 831:940        | –                | –                | eliminada        | eliminada        | eliminada  | eliminada  | eliminada               | eliminada               | eliminada  |
| Mirai Ishimoto y Hikaru Takekawa | Dobles     | –             | –             | # Britt Brondsted y Rikke Agerbo            | 885:772        | –                | –                | eliminada        | eliminada        | eliminada  | eliminada  | eliminada               | eliminada               | eliminada  |
| Mirai Ishimoto y Hikaru Takekawa | Dobles     | –             | –             | # Rocío Restrepo y Clara Guerrero           | 830:840        | –                | –                | eliminada        | eliminada        | eliminada  | eliminada  | eliminada               | eliminada               | eliminada  |
| Varonil                          |            |               |               |                                             |                |                  |                  |                  |                  |            |            |                         |                         |            |
| Yuhi Shimbata                    | Individual | 1322          | 19            | –                                           | –              | eliminado        | eliminado        | eliminado        | eliminado        | eliminado  | eliminado  | eliminado               | eliminado               | eliminado  |
| Shogo Wada                       | Individual | 1366          | 14            | –                                           | –              | # Ildemaro Ruiz  | 0:2              | eliminado        | eliminado        | eliminado  | eliminado  | eliminado               | eliminado               | eliminado  |
| Yuhi Shimbata y Shogo Wada       | Dobles     | –             | –             | # Qui En Kuek y Marcus Kiew                 | 977:951        | –                | –                | eliminados       | eliminados       | eliminados | eliminados | eliminados              | eliminados              | eliminados |
| Yuhi Shimbata y Shogo Wada       | Dobles     | –             | –             | # Salvatore Polizzotto y Massimiliano Celli | 809:945        | –                | –                | eliminados       | eliminados       | eliminados | eliminados | eliminados              | eliminados              | eliminados |
| Yuhi Shimbata y Shogo Wada       | Dobles     | –             | –             | # Thomas Larsen y Jesper Agerbo             | 778:853        | –                | –                | eliminados       | eliminados       | eliminados | eliminados | eliminados              | eliminados              | eliminados |

### Escalada
| Femenil            |        |          |   |           |           |                  |
| Miho Nonaka        | Bulder | 3t8 4b14 | 2 | 3t10 3b8  | 2         | Medalla de plata |
| Akiyo Niguchi      | Lead   | 4.00     | 3 | 6.00      | 6         | 6                |
| Akiyo Niguchi      | Bulder | 3t4 4b10 | 1 | 2t3 2b3   | 4         | 4                |
| Aya Onoe           | Bulder | 2t6 2b6  | 8 | eliminada | eliminada | eliminada        |
| Varonil            |        |          |   |           |           |                  |
| Kokoro Fujii       | Bulder | 0t 3b8   | 7 | eliminado | eliminado | 7                |
| Tomoa Narasaki     | Bulder | 3t6 4b6  | 1 | 1t4 2b5   | 5         | 5                |
| Yoshikuyi Ogata    | Bulder | 2t11 4b9 | 3 | 4t9 4b6   | 1         | Medalla de oro   |
| Yuki Hada          | Lead   | 3.00     | 3 | 1.50      | 2         | Medalla de plata |
| Keiichiro Korenaga | Lead   | 2.00     | 2 | 1.50      | 1         | Medalla de oro   |

### Esquí acuático
| Femenil        |       |      |   |           |           |           |
| Saaya Hirosawa | Salto | 40.8 | 8 | eliminada | eliminada | eliminada |

#### Wakeboard
| Varonil         |                        |       |   |   |   |       |   |       |   |           |           |                |
| Shota Tezuka    | Wakeboard estilo libre | 59.00 | 1 | - | - | 83.33 | 1 | -     | - | 87.89     | 1         | Medalla de oro |
| Femenil         |                        |       |   |   |   |       |   |       |   |           |           |                |
| Otoha Kawahara  | Wakeboard estilo libre | -     | - | - | - | 44.22 | 4 | 42.34 | 2 | Eliminada | Eliminada | Eliminada      |
| Yuzuki Muneyazi | Wakeboard estilo libre | -     | - | - | - | 32.67 | 2 | -     | - | 50.67     | 5         | 5              |

### Gimnasia

#### Aeróbica
| Atleta                                    | Categoría | Clasificación | Clasificación | Final  | Final    | Posición       |
| Atleta                                    | Categoría | Puntos        | Posición      | Puntos | Posición | Posición       |
| ----------------------------------------- | --------- | ------------- | ------------- | ------ | -------- | -------------- |
| Eventos mixtos                            |           |               |               |        |          |                |
| Takumi Kanai y Riri Kitazume              | Parejas   | 22.450        | 4             | 21.050 | 4        | 4              |
| Takumi Kanai Riri Kitazume y Mizuki Saito | Trío      | 22.361        | 1             | 22.636 | 1        | Medalla de oro |

#### Rítmica
| Atleta        | Categoría         | Clasificación | Clasificación | Final     | Final     | Posición |
| Atleta        | Categoría         | Puntos        | Posición      | Puntos    | Posición  | Posición |
| ------------- | ----------------- | ------------- | ------------- | --------- | --------- | -------- |
| Femenil       |                   |               |               |           |           |          |
| Kaho Minagawa | Pelota individual | 14.950        | 13            | eliminada | eliminada | 13       |
| Kaho Minagawa | Clavas individual | 15.300        | 9             | eliminada | eliminada | 9        |
| Kaho Minagawa | Aro individual    | 16.500        | 8             | 15.850    | 6         | 6        |
| Kaho Minagawa | Lazo individual   | 14.600        | 8             | 15.750    | 5         | 5        |

#### Trampolín
| Femenil                          |                        |        |   |        |   |                   |
| Chisato Doihata y Reina Satake   | Trampolín sincronizado | 84.400 | 6 | 39.400 | 5 | 5                 |
| Varonil                          |                        |        |   |        |   |                   |
| Yamato Ishikawa yTakato Nakazono | Trampolín sincronizado | 93.250 | 2 | 50.550 | 3 | Medalla de bronce |

### Ju-Jitsu
| Varonil                     |                 |                 |     |                          |       |                  |      |           |           |                                   |           |             |           |                   |
| Joao Carlos Hiroshi Kuraoka | 62 kg Ne-Waza   | # Jedrzej Loska | 8:2 | # Yared Nigusse Dechassa | 100:0 | –                | –    | –         | –         | # Jairo Alejandro Viviescas Ortiz | 0:1       | # Ron Cohen | 5:2       | Medalla de bronce |
| Joao Carlos Hiroshi Kuraoka | Ne-Waza abierto | –               | –   | –                        | –     | # Faisal Alketbi | 0:50 | eliminado | eliminado | eliminado                         | eliminado | eliminado   | eliminado | eliminado         |

### Karate
| Femenil          |                |                        |     |                        |     |                             |     |                     |     |                             |     |                   |
| Kiyou Shimizu    | Kata           | # Sarah Sayed          | 5:0 | # Sandra Sánchez Jaime | 3:2 | # Manel Kamila Hadj Said    | 5:0 | # Sakura Kokumai    | 5:0 | # Sandra Sánchez Jaime      | 4:1 | Medalla de oro    |
| Miho Miyahara    | Kumite 50 kg.  | # Magdalena Nowakowska | 6:3 | # Lydia Besbes         | 2:0 | # Maria Alexiadis           | 8:0 | # Serap Ozcelik     | 4:0 | # Alexandra Recchia         | 4:6 | Medalla de plata  |
| Kayo Someya      | Kumite 68 kg.  | # Katrine Pedersen     | 1:0 | # Marina Rakovic       | 0:0 | # Elena Quirici             | 0:0 | # Lamya Matoub      | 1:2 | # Katrine Pedersen          | 3:0 | Medalla de bronce |
| Ayumi Uekusa     | Kumite 68 kg.  | -                      | -   | # Berenika Przadka     | 1:0 | # Anne Laura Florentin      | 3:0 | # Isabela Rodrigues | 0:0 | # Hamideh Abbasali          | 0:0 | Medalla de oro    |
| Varonil          |                |                        |     |                        |     |                             |     |                     |     |                             |     |                   |
| Ryo Kiyuna       | Kata           | # Mattia Busato        | 5:0 | # Ilja Smorguner       | 5:0 | # Damián Quintero Capdevila | 5:0 | # Vu Duc Minh Dack  | 5:0 | # Damián Quintero Capdevila | 5:0 | Medalla de oro    |
| Ryutaro Araga    | Kumite 84 kg.  | # Aykhan Mamayev       | 0:0 | # Jorge Pérez          | 4:0 | # Kamil Warda               | 4:0 | # Ugur Aktas        | 7:0 | # Zabiollah Poorshab        | 1:2 | Medalla de plata  |
| Hideyoshi Kagawa | Kumite +84 kg. | # Sajjad Ganjzadeh     | 4:4 | # Jonathan Horne       | 1:0 | # Rodrigo Rojas             | 0:8 | # Michal Babos      | 7:4 | # Sajjad Ganjzadeh          | 6:5 | Medalla de oro    |

### Lacrosse
| Wettbewerb     | Frauen |
| -------------- | --- |
| Plantel        | Yuka Aoki Rei Ikeda Kaho Inoue Naomi Iwata Noe Kageyama Haruna Kanetou Sachiko Komine Rio Mite Kanako Sato Saki Seiguchi Maaya Taga Miho Takahashi Moyu Takemoto Kaoru Takemura Nozomi Tanaka |
| Fase de grupos | Reino Unido 5:9 Canadá 5:18 |
| Quinto puesto  | Polonia 19:1 |
| Posición       | 5 |

### Levantamiento de potencia
| Femenil          |             |       |       |       |       |        |                  |
| Yukako Fukushima | Peso ligero | 185,0 | 165,0 | 195,0 | 485,0 | 657,90 | Medalla de plata |
| Varonil          |             |       |       |       |       |        |                  |
| Yoshihiro Sato   | Peso ligero | 265,0 | 215,0 | 235,0 | 715,0 | 569,99 | 8                |
| Nobuyuki Hamada  | Peso Medio  | 290,0 | 227,5 | 275,0 | 792,5 | 573,45 | 8                |
| Norihiro Otani   | Peso Medio  | 290,0 | 232,5 | 250,0 | 772,5 | 564,23 | 9                |

### Natación con aletas
| Atleta       | Categoría      | Final   | Final    | Posición |
| Atleta       | Categoría      | Tiempo  | Posición | Posición |
| ------------ | -------------- | ------- | -------- | -------- |
| Femenil      |                |         |          |          |
| Kotone Mori  | 50 m Apnea     | 17.60 s | 8        | 8        |
| Varonil      |                |         |          |          |
| Naoya Hirano | 50 m Bialetas  | 19.94 s | 6        | 6        |
| Naoya Hirano | 100 m Bialetas | 44.72 s | 8        | 8        |

### Orientación
| Masculino     |                 |              |    |
| Yuta Kanikawa | Sprint          | 18:40,00 min | 39 |
| Yuta Kanikawa | Media distancia | 51:19,00 min | 37 |

### Remo bajo techo
| Mujeres      |                    |            |   |
| Naoko Fujita | 2000 m peso ligero | 8:21,9 min | 9 |

### Salvamento
| Atleta                                                                   | Categoría                         | Preliminares | Preliminares | Final       | Final      | Posición       |
| Atleta                                                                   | Categoría                         | Tiempo       | Posición     | Tiempo      | Posición   | Posición       |
| ------------------------------------------------------------------------ | --------------------------------- | ------------ | ------------ | ----------- | ---------- | -------------- |
| Femenil                                                                  |                                   |              |              |             |            |                |
| Yurika Mitsui                                                            | 50 m cargando maniquí             | 36,79 s      | 3            | 36,74 s     | 5          | 5              |
| Yukiko Yamamoto                                                          | 50 m cargando maniquí             | desalificada | desalificada | eliminada   | eliminada  | eliminada      |
| Nami Mizuma                                                              | 100 m con aletas cargando maniquí | 56.97 s      | 5            | eliminada   | eliminada  | eliminada      |
| Yukiko Yamamoto                                                          | 100 m con aletas cargando maniquí | 57.89 s      | 5            | eliminada   | eliminada  | eliminada      |
| Nami Mizuma                                                              | 100 m con aletas jalando maniquí  | 1:05,46 min  | 5            | eliminada   | eliminada  | eliminada      |
| Yukiko Yamamoto                                                          | 100 m con aletas jalando maniquí  | 1:10,08 min  | 5            | eliminada   | eliminada  | eliminada      |
| Chisato Kurima                                                           | 200 m con obstáculos              | 2:19,10 min  | 5            | eliminada   | eliminada  | eliminada      |
| Yuka Narusawa                                                            | 200 m con obstáculos              | 2:17,25 min  | 4            | eliminada   | eliminada  | eliminada      |
| Yuka Narusawa                                                            | 200 m Súper salvavidas            | 2:40,73 min  | 6            | eliminada   | eliminada  | eliminada      |
| Yurika Mitsui                                                            | 200 m Súper salvavidas            | 2:35,87 min  | 3            | eliminada   | eliminada  | eliminada      |
| Chisato Kiruma Yuka Narusawa Yurika Mitsui y Yukiko Yamamoto             | relevos 4 x 25 m con maniquí      | 1:23,27 min  | 1            | 1:23,64 min | 5          | 5              |
| Chisato Kiruma Nami Mizuma Yurika Mitsui Yuka Narusawa y Yukiko Yamamoto | relevos 4 × 50 m con obstáculos   | 1:55,19 min  | 5            | 1:54,76 min | 7          | 7              |
| Chisato Kiruma Nami Mizuma Yurika Mitsui y Yukiko Yamamoto               | relevos 4 × 50 m combinados       | 1:46,46 min  | 5            | 1:45,42 min | 6          | 6              |
| Varonil                                                                  |                                   |              |              |             |            |                |
| Keisuke Hatano                                                           | 50 m cargando maniquí             | 31,47 s      | 3            | eliminado   | eliminado  | eliminado      |
| Naoya Hirano                                                             | 50 m cargando maniquí             | 32,29 s      | 5            | eliminado   | eliminado  | eliminado      |
| Keisuke Hatano                                                           | 100 m con aletas cargando maniquí | 48,43 s      | 4            | eliminado   | eliminado  | eliminado      |
| Shun Nishiyama                                                           | 100 m con aletas cargando maniquí | 47,26 s      | 4            | eliminado   | eliminado  | eliminado      |
| Shun Nishiyama                                                           | 100 m con aletas jalando maniquí  | 54,18 s      | 2            | eliminado   | eliminado  | eliminado      |
| Ryo Ueno                                                                 | 100 m con aletas jalando maniquí  | 56,52 s      | 5            | eliminado   | eliminado  | eliminado      |
| Suguru Ando                                                              | 200 m con obstáculos              | 1:58,75 min  | 3            | 1:59,81 min | 7          | 7              |
| Naoya Hirano                                                             | 200 m con obstáculos              | 2:00,55 min  | 4            | eliminado   | eliminado  | eliminado      |
| José Víctor Carcia                                                       | 200 m Súper salvavidas            | 2:16,18 min  | 5            | eliminado   | eliminado  | eliminado      |
| Ryo Ueno                                                                 | 200 m Súper salvavidas            | 2:15,01 min  | 4            | eliminado   | eliminado  | eliminado      |
| Ryo Ueno Suguru Ando Shun Nishiyama y Keisuke Hatano                     | Relevos 4 x 25 m con maniquí      | 1:11,80 min  | 5            | eliminados  | eliminados | eliminados     |
| Naoya Hirano Suguru Ando Shun Nishiyama y Keisuke Hatano                 | Relevos 4 × 50 m con obstáculos   | 1:40,00 min  | 2            | 1:36,62 min | 1          | Medalla de oro |
| Naoya Hirano Suguru Ando Shun Nishiyama y Keisuke Hatano                 | Relevos 4 × 50 m combinado        | 1:29,86 min  | 1            | 1:33,19 min | 7          | 7              |

### Squash
| Deportista       | Primera Ronda     | Primera Ronda | Segunda Ronda    | Segunda Ronda | Octavos de final | Octavos de final | Cuartos de final | Cuartos de final | Semifinal | Semifinal | Final     | Final     | Posición  |           |
| Deportista       | Oponente          | Resultado     | Oponente         | Resultado     | Oponente         | Resultado        | Oponente         | Resultado        | Oponente  | Resultado | Oponente  | Resultado | Posición  |           |
| ---------------- | ----------------- | ------------- | ---------------- | ------------- | ---------------- | ---------------- | ---------------- | ---------------- | --------- | --------- | --------- | --------- | --------- | --------- |
| Femenil          |                   |               |                  |               |                  |                  |                  |                  |           |           |           |           |           |           |
| Misaki Kobayashi | Zuzana Kubanova # | 3-0           | Fiona Moverley # | 0-3           | Eliminado        | Eliminado        | Eliminado        | Eliminado        | Eliminado | Eliminado | Eliminado | Eliminado | Eliminado | Eliminado |

### Sumo
| Varonil           |             |                         |            |                          |             |                      |            |               |           |                       |           |                             |           |                     |           |                   |           |           |           |           |           |           |
| Isao Shibaoka     | Peso ligero | Thomas Trail #          | Oshitaoshi | Fathy Abouelrokb #       | Tsukiotoshi | Trent Sabo #         | Hatakikomi | eliminado     | eliminado | eliminado             | eliminado | eliminado                   | eliminado | eliminado           | eliminado | eliminado         | eliminado | eliminado | eliminado | eliminado | eliminado | eliminado |
| Kiyoyuki Noguchi  | Peso medio  | Mykola Kozhukhov #      | Oshitaoshi | Wlater Rivas #           | Sakattotari | Michal Luto #        | Hikiotoshi | eliminado     | eliminado | eliminado             | eliminado | eliminado                   | eliminado | eliminado           | eliminado | eliminado         | eliminado |           |           |           |           |           |
| Hayato Miwa       | Peso medio  | Aron Rozum #            | Perdedor   | eliminado                | eliminado   | eliminado            | eliminado  | eliminado     | eliminado | eliminado             | eliminado | eliminado                   | eliminado | eliminado           | eliminado | eliminado         |           |           |           |           |           |           |
| Soichiro Kurokawa | Peso pesado | Natsagdorj Dugersuren # | Ganador    | -                        | -           | Oleksandr Veresyuk # | Ganador    | -             | -         | Vasilli Margiev #     | Perdedor  | Avtandil Tsertsvadze #      | Ganador   | Kojiro Kurokawa #   | Ganador   | Medalla de bronce |           |           |           |           |           |           |
| Kojiro Kurokawa   | Peso pesado | Serhii Sokolovskyi #    | Ganador    | -                        | -           | Eduard Kudzoev #     | Ganador    | -             | -         | Ramy Belal #          | Perdedor  | Jacek Piersiak #            | Ganador   | Soichiro Kurokawa # | Perdedor  | 4                 |           |           |           |           |           |           |
| Femenil           |             |                         |            |                          |             |                      |            |               |           |                       |           |                             |           |                     |           |                   |           |           |           |           |           |           |
| Yukao Okitami     | Peso ligero | Monika Skiba #          | Ganadora   | -                        | -           | Esucaris Pereira #   | Ganadora   | -             | -         | Svitlana Trosiuk #    | Perdedora | Undrakhzaya Nyamsuren #     | Ganadora  | Magdalena Macios #  | Perdedora | 4                 |           |           |           |           |           |           |
| Hikaru Mizunuma   | Peso medio  | Maryna Maksimenko #     | Ganadora   | -                        | -           | Marina Rozum #       | Ganadora   | -             | -         | Munkhtsegtseg Otgon # | Perdedora | Juliana de Paula Medeiros # | Ganadora  | Maryna Maksimenko # | Perdedora | 4                 |           |           |           |           |           |           |
| Yuka Ueta         | Peso pesado | Natalie Burns #         | Ganadora   | Johanna Doris Schumann # | Ganadora    | Ekaterina Gordeeva # | Perdedora  | Sarah Gomes # | Perdedora | eliminada             | eliminada | eliminada                   | eliminada | eliminada           | eliminada | eliminada         |           |           |           |           |           |           |

| Varonil           |              |                            |           |                        |           |                      |           |                  |             |                        |           |                  |           |                    |           |                   |           |                      |           |                     |           |                   |           |           |           |           |           |           |           |
| Isao Shabaoka     | Peso abierto | Pawel Wojda #              |           | Misbah Hossam #        |           | Aleksandr Veresiuk # | Oshidashi | Batyr Altyev #   | Katasukashi | Eliminado              | Eliminado | Eliminado        | Eliminado | Eliminado          | Eliminado | Eliminado         | Eliminado | Eliminado            | Eliminado | Eliminado           | Eliminado | Eliminado         | Eliminado | Eliminado | Eliminado | Eliminado | Eliminado | Eliminado | Eliminado |
| Kiyoyuki Noguchi  | Peso abierto | Aron Rozum #               | Ganador   | Badral Baasandorj #    | Ganador   | -                    | -         | Atsamaz Kaziev # | Ganador     | -                      | -         | Jacek Piersiak # | Ganador   | -                  | -         | Batyr Altiev #    | Perdedor  | Soichiro Kurokawa #  | Perdedor  | eliminado           | eliminado | eliminado         |           |           |           |           |           |           |           |
| Hayato Miwa       | Peso abierto | Mykola Kozhukhov #         | Ganador   | Ramy Belal #           | Ganador   | -                    | -         | Mark Lawrence #  | Ganador     | -                      | -         | Eduard Kudzoev # | Ganador   | -                  | -         | Vasilli Margiev # | Perdedor  | Aleksandr Veresyuk # | Ganador   | Soichiro Kurokawa # | Ganador   | Medalla de bronce |           |           |           |           |           |           |           |
| Soichiro Kurokawa | Peso abierto | Daniel Bazzana #           | Ganador   | Vasilli Margiev #      | Perdedor  | Bye                  | Bye       | -                | -           | Usukhbayar Ochirkhuu # | Ganador   | -                | -         | Mykola Kozhukhov # | Ganador   | -                 | -         | Kiyoyuki Noguchi #   | Ganador   | Hayato Miwa #       | Perdedor  | 4                 |           |           |           |           |           |           |           |
| Kojiro Kurokawa   | Peso abierto | Usukhbayar Ochirkhuu #     | Perdedor  | Eliminado              | Eliminado | Eliminado            | Eliminado | Eliminado        | Eliminado   | Eliminado              | Eliminado | Eliminado        | Eliminado | Eliminado          | Eliminado | Eliminado         | Eliminado | Eliminado            | Eliminado | Eliminado           | Eliminado | Eliminado         |           |           |           |           |           |           |           |
| Femenil           |              |                            |           |                        |           |                      |           |                  |             |                        |           |                  |           |                    |           |                   |           |                      |           |                     |           |                   |           |           |           |           |           |           |           |
| Yukao Okitami     | Peso abierto | Mariia Drboian #           | Perdedora | -                      | -         | Euscaris Pereira #   | Perdedora | Eliminada        | Eliminada   | Eliminada              | Eliminada | Eliminada        | Eliminada | Eliminada          | Eliminada | Eliminada         | Eliminada | Eliminada            | Eliminada | Eliminada           | Eliminada | Eliminada         | Eliminada | Eliminada | Eliminada | Eliminada |           |           |           |
| Hikaru Mizunuma   | Peso abierto | Fernanda Rojas Pelegrini # | Perdedora | eliminada              | eliminada | eliminada            | eliminada | eliminada        | eliminada   | eliminada              | eliminada | eliminada        | eliminada | eliminada          | eliminada | eliminada         | eliminada | eliminada            | eliminada | eliminada           | eliminada | eliminada         | eliminada | eliminada |           |           |           |           |           |
| Yuka Ueta         | Peso abierto | Ivana Berezovska #         | Perdedora | Viparat Vituteerasan # | Perdedora | eliminada            | eliminada | eliminada        | eliminada   | eliminada              | eliminada | eliminada        | eliminada | eliminada          | eliminada | eliminada         | eliminada | eliminada            | eliminada | eliminada           | eliminada | eliminada         | eliminada | eliminada | eliminada | eliminada |           |           |           |

### Tiro con arco
| Femenil         |              |     |   |                      |       |                  |       |                          |           |                 |           |                  |           |                   |
| Miyuki Maruyami | Arco simple  | 292 | 9 | # Martyna Wisniewska | 59:52 | # Jenifer Stoner | 59:74 | eliminada                | eliminada | eliminada       | eliminada | eliminada        | eliminada | eliminada         |
| Varonil         |              |     |   |                      |       |                  |       |                          |           |                 |           |                  |           |                   |
| Wataru Oonuki   | Arco recurvo | 356 | 4 | -                    | -     | -                | -     | # Jean-Charles Valladont | 91:86     | # Brady Ellison | 55:65     | # Matija Mihalic | 63:60     | Medalla de bronce |

### Ultimate
| Categoría      | Mixto |
| -------------- | --- |
| Plantel        | Ayumi Fujioka Gaku Genshima Taku Honna Tomoko Inamura Saori Inoue Kenjiro Kawase Kana Kobayashi Takaharu Komori Andy Kunieda Yuko Sato Lisa Shimada Yuta Shimura Tomoe Tamura Takayuki Yamaguchi |
| Fase de grupos | # 11:13 # 8:13 # 13:8 # 7:13 # 6:13 |
| Posición       | 5 |